# Кашина Фиделина (Милано)
Кашина Фиделина је насеље у Италији у округу Милано, региону Ломбардија.
Према процени из 2011. у насељу је живело 321 становника. Насеље се налази на надморској висини од 154 м.